# Jacutinga (ort)
Jacutinga är en ort i Brasilien.   Den ligger i kommunen Jacutinga och delstaten Minas Gerais, i den sydöstra delen av landet, 700 km söder om huvudstaden Brasília. Jacutinga ligger 842 meter över havet och antalet invånare är 18 469.
Terrängen runt Jacutinga är kuperad västerut, men österut är den platt. Jacutinga är det största samhället i trakten.
Omgivningarna runt Jacutinga är huvudsakligen savann. Runt Jacutinga är det ganska tätbefolkat, med 67 invånare per kvadratkilometer.